# Nintendo Power
Nintendo Power var en Nintendospelstidning i USA som utkom varje månad. Tidningen började ges ut i juli-augusti 1988, och var i huvudsak koncentrerad på spelnyheter och hur man skall göra för att klara sig i olika spel. Tidningen var en av influenserna till den svenska kombinerade TV-spels- och serietidningen Nintendo-Magasinet, som utkom i Sverige åren 1990-1994. 21 augusti 2012 meddelade Nintendo att de inte planerade att förnya licensen med Future Publishing; tidskriftens sista nummer kom ut i december samma år.

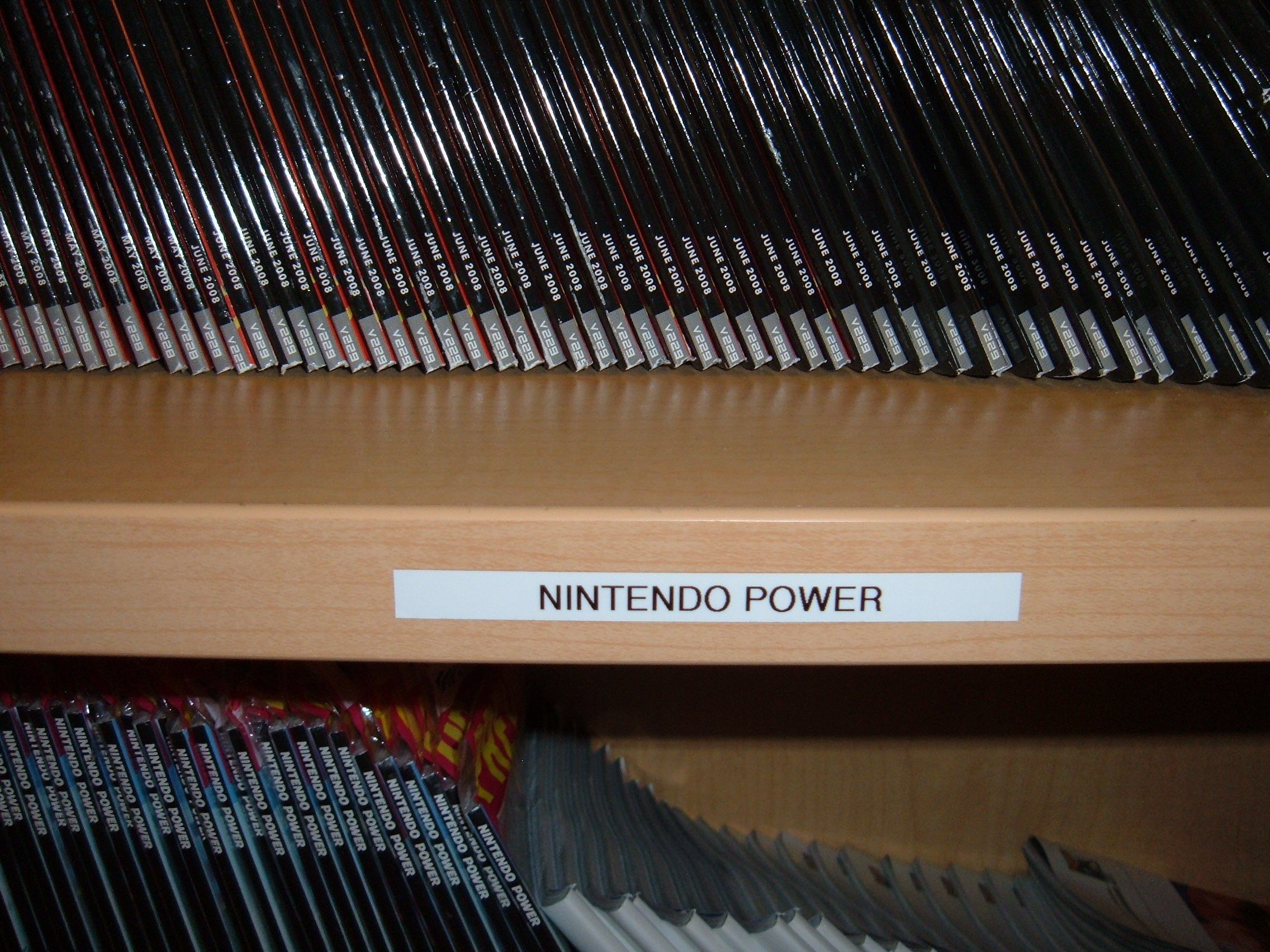
Exemplar av Nintendo Power uppställda i bokhylla.

## Nintendo Power Awards
Nintendo Power Awards (tidigare kallad Nester Awards, tidningens maskot) var tidningens utmärkelse som utsåg bästa spelet 1988–2011:
| - 1988: Zelda II: The Adventure of Link (NES) - 1989: Teenage Mutant Ninja Turtles (NES) - 1990: Super Mario Bros. 3 (NES) - 1991: Super Mario World (SNES) - 1992: Street Fighter II: The World Warrior (SNES) - 1993: Mortal Kombat (SNES) | - 1994: Donkey Kong Country (SNES) - 1995: Chrono Trigger (SNES) - 1996: Super Mario 64 (N64) - 1997: Goldeneye 007 (N64) - 1998: The Legend of Zelda: Ocarina of Time (N64) - 1999: Donkey Kong 64 (N64) | - 2000: The Legend of Zelda: Majora's Mask (N64) - 2001: Super Smash Bros. Melee (GCN) - 2002: Metroid Prime (GCN) - 2003: The Legend of Zelda: The Wind Waker (GCN) - 2004: Metroid Prime 2: Echoes (GCN) - 2005: Resident Evil 4 (GCN) | - 2006: The Legend of Zelda: Twilight Princess (GCN/Wii) - 2007: Super Mario Galaxy (Wii) - 2008: Super Smash Bros. Brawl (Wii) - 2009: New Super Mario Bros. Wii (Wii) - 2010: Super Mario Galaxy 2 (Wii) - 2011: The Legend of Zelda: Skyward Sword (Wii) |

I nummer 252, uttsåg Nintendo Power en topp-tio lista lista för bästa spelen från första decenniet av 2000-talet. Följande:
| - 1. Super Mario Galaxy - 2. Resident Evil 4 - 3. The Legend of Zelda: Twilight Princess - 4. The Legend of Zelda: The Wind Waker - 5. Super Smash Bros. Brawl | - 6. Metroid Prime - 7. Elite Beat Agents - 8. Metroid: Zero Mission - 9. Mario Kart Wii - 10. The World Ends with You |  |

### 285 Greatest Games of All Time
I sista numret december 2012 utsåg redaktionen på tidningen 285 bästa spelen genom tiderna:
| - 1. The Legend of Zelda: Ocarina of Time - 2. The Legend of Zelda: A Link to the Past - 3. Super Mario Galaxy - 4. Final Fantasy VI - 5. Super Mario World - 6. Mega Man 2 - 7. Super Mario Bros. 3 - 8. Super Metroid - 9. The Legend of Zelda: The Wind Waker - 10. Resident Evil 4 - 11. The Legend of Zelda: Skyward Sword - 12. The Legend of Zelda - 13. Elite Beat Agents - 14. Super Mario 64 - 15. Super Mario Galaxy 2 - 16. Super Mario Bros. - 17. Metroid Prime - 18. Super Mario 3D Land - 19. Chrono Trigger - 20. Paper Mario: The Thousand-Year Door - 21. Street Fighter II Turbo: Hyper Fighting - 22. Super Mario Bros. 2 - 23. Castlevania: Dawn of Sorrow - 24. Mario & Luigi: Superstar Saga - 25. The Legend of Zelda: Link's Awakening DX - 26. Beyond Good & Evil - 27. Super Castlevania IV - 28. Super Mario World 2: Yoshi's Island - 29. Resident Evil - 30. Mike Tyson's Punch-Out!! - 31. Soulcalibur II - 32. Mario Kart 64 - 33. The Legend of Zelda: Twilight Princess - 34. The Legend of Zelda: Majora's Mask - 35. Metroid: Zero Mission - 36. The Legend of Zelda: The Minish Cap - 37. ActRaiser - 38. Astro Boy: Omega Factor - 39. Mega Man X - 40. Contra - 41. Contra III: The Alien Wars - 42. Drill Dozer - 43. Teenage Mutant Ninja Turtles IV: Turtles in Time - 44. DuckTales - 45. Super Smash Bros. Melee - 46. Viewtiful Joe - 47. Mega Man 3 - 48. Skies of Arcadia Legends - 49. Mega Man - 50. Ninja Gaiden - 51. The World Ends with You - 52. Final Fantasy II - 53. Tetris (Game Boy) - 54. Phantasy Star Online: Episode I & II - 55. WarioWare, Inc.: Mega Microgames! - 56. Pikmin - 57. Rayman Origins | - 58. Zelda II: The Adventure of Link - 59. Star Fox 64 - 60. Prince of Persia: The Sands of Time - 61. Tetris DS - 62. Pokémon HeartGold and SoulSilver - 63. Klonoa - 64. Kid Icarus: Uprising - 65. Super Punch-Out!! - 66. Pikmin 2 - 67. Phoenix Wright: Ace Attorney - 68. Axelay - 69. Star Wars Rogue Squadron II: Rogue Leader - 70. Tales of Symphonia - 71. WarioWare: Twisted! - 72. Xenoblade Chronicles - 73. Resident Evil: Revelations - 74. Metal Gear Solid: Snake Eater 3D - 75. WWF No Mercy - 76. Sin and Punishment - 77. Little King's Story - 78. Metroid Prime 3: Corruption - 79. Goldeneye 007 - 80. Zero Escape: Nine Hours, Nine Persons, Nine Doors - 81. Ogre Battle 64: Person of Lordly Caliber - 82. SimCity - 83. Super Mario Sunshine - 84. Kirby Super Star - 85. Metroid - 86. Bully: Scholarship Edition - 87. Tetris Attack - 88. Secret of Mana - 89. Final Fight - 90. Ghost Trick: Phantom Detective - 91. Sonic Colors - 92. Soul Blazer - 93. Metal Gear Solid: The Twin Snakes - 94. Mario's Picross - 95. The Legend of the Mystical Ninja - 96. Castlevania: Portrait of Ruin - 97. Castlevania III: Dracula's Curse - 98. Mario & Luigi: Bowser's Inside Story - 99. VVVVVV - 100. Donkey Kong (Game Boy) - 101. Professor Layton and the Unwound Future - 102. Pokémon Snap - 103. Zero Escape: Virtue's Last Reward - 104. Blaster Master - 105. Gunstar Super Heroes - 106. Earthworm Jim - 107. Professor Layton and the Curious Village - 108. Out of this World - 109. The Legend of Zelda: Oracle of Seasons - 110. The Legend of Zelda: Oracle of Ages - 111. Super Smash Bros. Brawl - 112. Etrian Odyssey - 113. Dragon Quest V: Hand of the Heavenly Bride - 114. Super Street Fighter II: The New Challengers | - 115. Dragon Warrior - 116. Castlevania II: Simon's Quest - 117. Cave Story - 118. Golden Sun - 119. Phoenix Wright: Ace Attorney: Justice for All - 120. Castlevania - 121. No More Heroes 2: Desperate Struggle - 122. Picross 3D - 123. Mega Man 9 - 124. Pokémon Pinball: Ruby & Sapphire - 125. Dragon Warrior IV - 126. Shadowgate - 127. The Last Story - 128. Super Mario RPG: Legend of the Seven Stars - 129. Bit.Trip Runner - 130. Donkey Kong Jungle Beat - 131. Baten Kaitos: Eternal Wings and the Lost Ocean - 132. Advance Wars - 133. Jet Force Gemini - 134. Final Fantasy - 135. Castlevania: Aria of Sorrow - 136. Mario Tennis - 137. Pokémon Puzzle League - 138. Crystalis - 139. Paper Mario - 140. Kid Icarus - 141. Animal Crossing - 142. Fire Emblem: Radiant Dawn - 143. Baseball Stars - 144. Tatsunoko vs. Capcom: Ultimate All-Stars - 145. Fire Emblem - 146. Demon's Crest - 147. Etrian Odyssey III: The Drowned City - 148. WarioWare: Touched! - 149. R-Type III: The Third Lightning - 150. Sonic Generations - 151. Bionic Commando - 152. River City Ransom - 153. Mega Man Zero 2 - 154. Ōkamiden - 155. Final Fantasy V Advance - 156. EarthBound - 157. Maniac Mansion - 158. Metal Gear - 159. Final Fantasy Tactics Advance - 160. Luigi's Mansion - 161. Super Mario Kart - 162. Strider - 163. Mario & Luigi: Partners in Time - 164. Faxanadu - 165. Tactics Ogre: The Knight of Lodis - 166. Golden Sun: The Lost Age - 167. Mario Kart 7 - 168. Kirby's Return to Dream Land - 169. Rhythm Thief & the Emperor's Treasure - 170. The Legend of Zelda: Spirit Tracks - 171. Fire Emblem: Path of Radiance | - 172. Epic Mickey - 173. Mario Golf - 174. Mario Kart Wii - 175. Meteos - 176. Dragon Quest IX: Sentinels of the Starry Skies - 177. The Legend of Zelda: Four Swords Adventure - 178. Castlevania: Harmony of Dissonance - 179. Kirby's Epic Yarn - 180. Dead Space: Extraction - 181. Rhythm Heaven - 182. New Super Mario Bros. Wii - 183. Super Paper Mario - 184. Donkey Kong Country Returns - 185. Pokémon Diamond and Pearl - 186. Rock Band 3 - 187. Super Scribblenauts - 188. Star Wars: Rogue Squadron - 189. Monster Hunter Tri - 190. Super Monkey Ball - 191. Wii Sports Resort - 192. Advance Wars: Dual Strike - 193. Mario Kart DS - 194. The Legend of Zelda: Phantom Hourglass - 195. Wave Race 64 - 196. Pokémon Ruby and Sapphire - 197. Wario Land 3 - 198. Illusion of Gaia - 199. Nights: Journey of Dreams - 200. Earthworm Jim 2 - 201. Trauma Center: Under the Knife 2 - 202. Metal Gear Solid - 203. Lufia II: Rise of the Sinistrals - 204. Pokémon Red och Blue - 205. Silent Hill: Shattered Memories - 206. New Super Mario Bros. - 207. Metal Storm - 208. Final Fantasy: The 4 Heroes of Light - 209. Super Street Fighter IV: 3D Edition - 210. Sin & Punishment: Star Successor - 211. Cybernator - 212. Star Fox - 213. Teenage Mutant Ninja Turtles II: The Arcade Game - 214. Mario Kart: Double Dash!! - 215. Rayman 2: The Great Escape - 216. Mario Golf: Advance Tour - 217. F-Zero GX - 218. Ninja Five-O - 219. MVP Baseball 2005 - 220. Tom Clancy's Splinter Cell: Chaos Theory - 221. Metroid Fusion - 222. Final Fantasy Crystal Chronicles - 223. WWF WrestleMania 2000 - 224. Cooking Mama - 225. Ice Hockey - 226. Lunar Legend - 227. Resident Evil Zero - 228. Tales of the Abyss | - 229. Space Megaforce - 230. The Magical Quest - 231. Super Ghouls 'n Ghosts - 232. Ikaruga - 233. Billy Hatcher and the Giant Egg - 234. Mega Man V - 235. A Boy and His Blob: Trouble on Blobolonia - 236. Kirby's Adventure - 237. Kingdom Hearts 358/2 Days - 238. Mario Tennis: Power Tour - 239. Blast Corps - 240. Ninja Gaiden II: The Dark Sword of Chaos - 241. Grand Theft Auto: Chinatown Wars - 242. Rhythm Heaven Fever - 243. MadWorld - 244. Zack & Wiki: Quest for Barbaros' Treasure - 245. G.I. Joe - 246. Ghosts 'n Goblins - 247. Shadow of the Ninja - 248. No More Heroes - 249. Burnout 2: Point of Impact - 250. Kid Niki: Radical Ninja - 251. Shantae: Risky's Revenge - 252. Smash TV - 253. Kirby: Canvas Curse - 254. Willow - 255. Conker's Bad Fur Day - 256. F-Zero - 257. Mario Party 2 - 258. Double Dragon II: The Revenge - 259. Sparkster - 260. Contra 4 - 261. Super Mario Land 2: 6 Golden Coins - 262. Phantasy Star - 263. Super C - 264. Mega Man Zero - 265. Theatrhythm Final Fantasy - 266. Mortal Kombat II - 267. New Super Mario Bros. 2 - 268. Solatorobo: Red the Hunter - 269. Street Fighter Alpha 2 - 270. Tiny Toon Adventures: Buster Busts Loose! - 271. Ninja Gaiden III: The Ancient Ship of Doom - 272. Donkey Kong Country - 273. Beetle Adventure Racing! - 274. Avalon Code - 275. Punch-Out!! - 276. Mario Paint - 277. U.N. Squadron - 278. Harvest Moon 64 - 279. Resident Evil: The Darkside Chronicles - 280. Ninja Gaiden: Dragon Sword - 281. Killer7 - 282. Nintendogs - 283. Tecmo Bowl - 284. Donkey Kong (NES) - 285. Super Star Wars |